# Азотноватистая кислота
Азотнова́тистая кислота́ — слабая, неустойчивая неорганическая кислота. Образует соли — гипонитриты. Является изомером нитрамида.

## История
Азотноватистая кислота была открыта и получена в 1893 году немецким химиком Иоганном Вислицениусом.

## Строение и свойства
Молекула азотноватистой кислоты имеет строение HO-N=N-OH. При нормальных условиях представляет собой гигроскопичные бесцветные кристаллы. Гидроксогруппы находятся в транс-положении к двойной связи. Растворима в воде, этаноле и диэтиловом эфире.

## Получение
Реакцией сухого хлороводорода в диэтиловом эфире с гипонитритом серебра.
{\displaystyle {\mathsf {Ag_{2}N_{2}O_{2}+2HCl\rightarrow H_{2}N_{2}O_{2}+2AgCl\!\downarrow }}}
Описана реакция азотистой кислоты с гидроксиламином, которая с низким выходом даёт азотноватистую кислоту:
{\displaystyle {\mathsf {NH_{2}OH+HNO_{2}\rightarrow H_{2}N_{2}O_{2}+H_{2}O}}}

## Свойства
Разлагается при небольшом нагревании до закиси азота и воды. Разложение может протекать со взрывом.
{\displaystyle {\mathsf {H_{2}N_{2}O_{2}\ \xrightarrow {^{o}t} \ N_{2}O\!\uparrow +\!\ H_{2}O}}}
{\displaystyle {\ce {2H2N2O2 + 3O2 -> 2HNO2 + 2HNO3}}}
{\displaystyle {\ce {H2N2O2 + HNO2 -> HNO3 + N2 + H2O}}}
{\displaystyle {\ce {5H2N2O2 + 12 H2SO4 + 8 KMnO4 -> 10HNO3 + 8MnSO4 + 4K2SO4 + 12H2O}}}
{\displaystyle {\ce {H2N2O2 + 3H2O + 3I2 -> HNO3 + HNO2 + 6HI}}}
Слабая кислота (pKa (1) = 7, pKa (2) = 11). С щелочами даёт соли, называемые гипонитритами. Жёлтый гипонитрит серебра мало растворим в воде. Водные растворы неустойчивы в диапазоне рН 4—14 из-за катализируемого основанием разложения до закиси азота. В более кислых средах разложение происходит медленнее (период полураспада дни и недели).
Взрывоопасна. Окисляется на воздухе или под действием иода до азотистой и азотной кислот, под действием перманганата калия — до азотной кислоты. Реагирует с азотистой кислотой с образованием азотной кислоты, азота и воды. С трудом восстанавливается водородом до гидразина.